# 莊·艾維
莊·艾維(John Avire，出生於1997年3月12日）是肯雅的職業足球運動員，司職前鋒，現效力於埃及足球甲級聯賽球會坦塔。

## 外部連結
- Soccerway資料庫：莊·艾維
- 莊·艾維在 National-Football-Teams.com 上的出场纪录
- 莊·艾維在FootballDatabase.eu中的档案